# Себастьян де Бенавенте

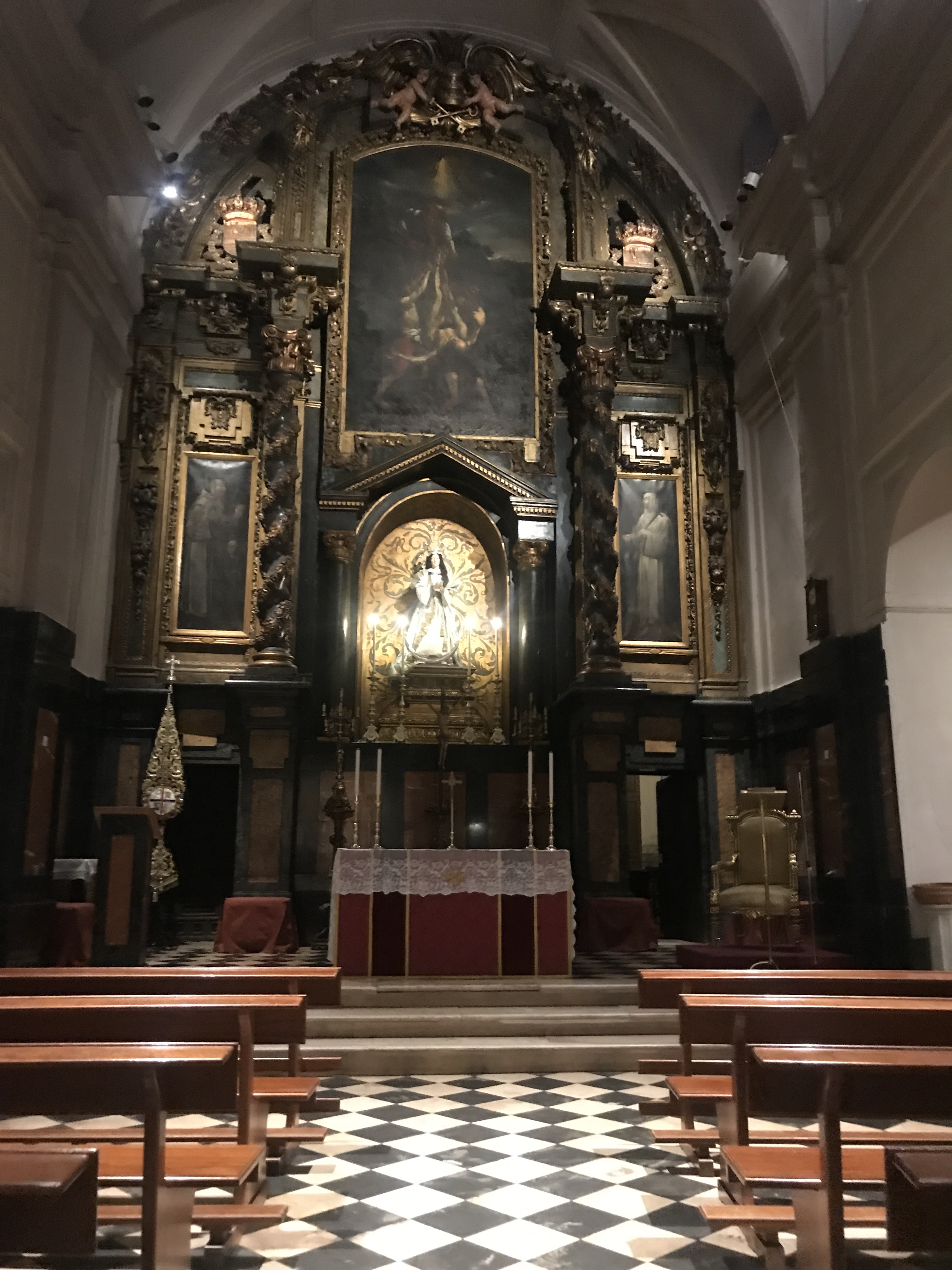
Церковь Сан-Педро-эль-Вьехо. Главный алтарь. 1671. Мадрид

Себастьян де Бенавенте (исп. Sebastián de Benavente; около 1620—1689) — испанский мастер-строитель и архитектор, родом из Бенавенте. Работал в Мадриде. Известен как специалист по конструкциям и установке испанских алтарей — ретабло.

## Биография
Себастьян де Бенавенте создал многие ретабло, чаще всего по заказу францисканских монастырей, но немногие из них сохранились. Известно, что в 1653 году Бенавенте был зарегистрирован жителем Мадрида и заключил контракт на создание алтаря францисканского монастыря Ла-Пуэбла-де-Монтальбан. Вместе с Алонсо Карбонелем по заказу маркиза Лапилья ему было поручено разработать проект ретабло капеллы Санто-Доминго в Сориано в монастыре Святого Фомы в Мадриде (монастырь не сохранился).
С 1653 по 1662 год Себастьян де Бенавенте работал в капелле Сан-Диего-де-Алькала в монастыре Санта-Мария-де-Хесус-де-Алькала-де-Энарес, где выполнял различные декоративные работы. Ему мог принадлежать рисунок композиции ретабло из частной флорентийской коллекции, приписываемый Алонсо Кано, и соответствующий проект 1658 года, предусмотренной для этой капеллы.
В том же году он предоставил проекты ретабло для францисканского монастыря Иисуса и Марии в Вальядолиде, алтарь выполняли местные мастера. Год спустя, в 1659 году, он работал в монастыре Сан-Антонио-де-Эскалона, также ордена Святого Франциска, отвечая за планировку и сборку главного алтаря.
В 1665 году Себастьян де Бенавенте создал главный алтарь монастыря Санта-Исабель в Мадриде, впервые обрамив большую картину Хосе де Рибера «Непорочное зачатие» (утрачена в 1936 году). Он также отвечал за реконструкцию и расширение Оспиция (приюта) Сан-Пабло (Ermita de San Pablo) в садах Буэн-Ретиро в Мадриде и превращение его в павильон для отдыха. Проект был реализован в 1659 году при участии архитектора Бартоломе Зумбиго.
Опись имущества, оставшегося после смерти мастера, включая коллекцию картин, свидетельствует о его комфортной жизни.